# 李進文
李進文（1965年3月—），台灣高雄市人，台灣中生代詩人。畢業於逢甲大學統計系，曾任職編輯、記者、明日工作室副總經理、聯合文學出版社總編輯、臺灣商務印書館總編輯、遠足文化總編輯。
曾多次獲時報文學獎、聯合報文學獎、中央日報文學獎、臺北文學獎、臺灣文學獎以及林榮三文學獎新詩首獎；入選九歌版臺灣文學30年菁英選之新詩30家、新聞局數位金鼎獎等。2006年度詩人獎評家謂其：「戮力探索詩藝，繼承溫柔敦厚的傳統詩教美學，有效節制情感，復不斷翻新技巧，音韻優美，圓融；意象準確而飽滿，景深幽遠；喻語新穎奇特，風格成熟，多年的努力，豐富了臺灣的詩歌成績。」他以現代感的文字關心當代與鄉土，並嘗試跨界互文，屢有新意。

## 作品

### 詩
- 《一枚西班牙錢幣的自助旅行》（台北：爾雅出版社，1998-07-20）
- 《不可能；可能》（台北：爾雅出版社，2002-02-15）
- 《長得像夏卡爾的光》（台北：寶瓶文化，2005-01-18）
- 《除了野薑花，沒人在家》（台北：九歌出版社，2008-02-01）
- 《李進文短詩選》中英對照（香港：銀河出版社，2008-02）
- 《靜到突然》（台北：寶瓶文化，2010-11-11）
- 《雨天脫隊的點點滴滴》（台北：九歌出版，2012-11）
- 《更悲觀更要》（台北：聯合文學出版社，2017-5-12）
- 《野想到》（台北：木馬文化出版，2020-03）
- 《年記1965：捕魚和寫詩之間》（台北：尖端出版社，2020-12)
- 《奔蜂志》（台北：時報，2023-03）

### 動畫童詩繪本
- 《騎鵝歷險記》（台北：明日工作室，2008-12-23）
- 《字然課》（台北：明日工作室，2013-10-03）

### 圖文詩集
- 《油菜花寫信》（台北：明日工作室，2009-03-02）
- 《詩與藝的邂逅》（台北：高雄市立美術館，2011-07-01）

### 編著
- 《Dear Epoch：創世紀詩選1994～2004》（台北：爾雅，2004-10-5））

### 散文
- 《微意思》（台北：寶瓶出版社，2015-08-31）
- 《微意思》簡體版（四川人民出版社，2017-2）
- 《如果MSN是詩，E-mail是散文》（台北：爾雅出版社，2006-07-20）
- 《蘋果香的眼睛》（台北：河童出版社，1999-08-15》

## 榮譽
- 吳濁流文學獎（2014）
- 時報文學獎（1996、1998）
- 聯合報文學獎（1997、2001）
- 中央日報文學獎（1988、1999）
- 自由時報林榮三文學獎（2004）
- 台灣文學獎（1998）
- 台北文學獎（1998）
- 台南市府城文學獎（1998）
- 文化部數位金鼎獎（2008）
- 2006年度詩人獎（2007）
- 全國學生文學獎（1988）